# 米爾內 (特諾皮爾州)
49°21′12″N 25°6′36″E / 49.35333°N 25.11000°E
米爾內（羅馬化：Myrne）是位於烏克蘭西部的村莊，由捷爾諾波爾州捷爾諾波爾區的皮德海齊市鎮負責管轄。該村始建於1440年，面積17.1平方公里，海拔高度410米，2001年人口557，人口密度每平方公里38.5人。